# Ангелуш (Ковасна)
Ангелуш (рум. Angheluș) насеље је у Румунији у округу Ковасна у општини Гидфалау. Oпштина се налази на надморској висини од 570 m.

## Становништво
Према подацима из 2002. године у насељу је живело 692 становника.

### Попис2002.
| Расподела становништва по националности 2002.‍ | Расподела становништва по националности 2002.‍ | Расподела становништва по националности 2002.‍ | Расподела становништва по националности 2002.‍ | Расподела становништва по националности 2002.‍ |
| --------------------------------------------- | --------------------------------------------- | --------------------------------------------- | --------------------------------------------- | --------------------------------------------- |
|                                               |                                               |                                               |                                               |                                               |
| Румуни                                        | Румуни                                        |                                               | 13                                            | 1,9%                                          |
| Мађари                                        | Мађари                                        |                                               | 656                                           | 94,9%                                         |
| Роми                                          | Роми                                          |                                               | 22                                            | 3,2%                                          |